# 709년

## 연호
- 당(唐) 경룡(景龍) 3년
- 일본(日本) 와도(和銅) 2년
- 발해(渤海) 천통(天統) 12년

## 기년
- 당(唐) 중종(中宗) 복위 5년
- 신라(新羅) 성덕왕(聖德王) 8년
- 발해(渤海) 고왕(高王) 12년